# Harmony (Band)
Harmony war eine niederländische Popband der 1970er-Jahre. Die Band wurde 1976 von Rosina Lauwaars und Ab van Woudenberg gegründet, nachdem sie nach internen Differenzen die Countryband Sommerset verlassen hatten.

## Werdegang
Als Gewinner der niederländischen Vorauswahl Nationaal Songfestival nahm die Band in Paris am Eurovision Song Contest 1978 teil. Mit dem von Dick Kooiman, Toon Gispen und Eddy Ouwens geschriebenen Titel ’t Is O.k. erreichte sie mit 37 Punkten am Ende Rang 13 unter 20 Teilnehmern.
Die Mitglieder waren die Sänger Ab van Woudenberg, Rosina Lauwaars und Donald Lieveld.